# Tepoxtla
Tepoxtla är en ort i Mexiko.   Den ligger i kommunen Coyomeapan och delstaten Puebla, i den sydöstra delen av landet, 260 km sydost om huvudstaden Mexico City. Tepoxtla ligger 2 060 meter över havet och antalet invånare är 548.
Terrängen runt Tepoxtla är kuperad åt nordost, men åt sydväst är den bergig. Terrängen runt Tepoxtla sluttar söderut. Runt Tepoxtla är det ganska tätbefolkat, med 144 invånare per kvadratkilometer. Närmaste större samhälle är Teotitlán de Flores Magón, 14,7 km sydväst om Tepoxtla. Omgivningarna runt Tepoxtla är en mosaik av jordbruksmark och naturlig växtlighet.